# Затрати
Затрати (англ. Cost) — розмір ресурсів (для порівнянності і інших цілей часто представлених у вартісній оцінці), використаних  в процесі виробництва товарів і виконання послуг з метою одержання прибутків, які відносяться до даного звітного періоду і включають як прямі витрати і накладні видатки, так і неопераційні витрати, наприклад, виплату відсотків по кредитах. Затрати — це зменшення власного капіталу підприємства протягом звітного періоду в результаті діяльності цього підприємства, тобто це ресурси, які були використані або спожиті протягом даного звітного періоду.

Категорія затрат безпосередньо пов'язана з рядом інших категорій (іноді помилково ототожнюються):
- собівартістю - вартісною оцінкою використаних ресурсів (тобто собівартість - це вартісна оцінка затрат);
- видатками - взятими суб'єктами зобов'язаннями в ході комерційних трансакцій (витрата ресурсів і видатки - не одне й те саме),
- витратами - вартісною оцінкою затрат і\або видатків, які враховуються при обчисленні податків.